# Cyborg 009
Cyborg 009 (サイボーグ ゼロゼロナイン Saibōgu Zero Zero Nain?) es un manga japonés escrito e ilustrado por Shōtarō Ishinomori, publicado por Shōnen Magazine y Shojo Comic en Japón. Narra las aventuras de nueve personas secuestradas por la "Organización Fantasma Negro" que fueron convertidas en Cyborgs con habilidades sobrehumanas. Estos logran escapar y ahora pelean por la paz y liberar al mundo de Fantasma Negro. El manga ha recibido cuatro adaptaciones a serie de anime; la primera en 1968, la segunda en 1979 la tercera 2001 y la más reciente, en 2017.

## Personajes

### Cyborgs
Joe Shimamura (島村ジョー Shimamura Jō?) - Cyborg 009
Voz por: Hiroyuki Ohta (película de 1960), Katsuji Mori (serie de 1968), Kazuhiko Inoue (serie de 1979 y película de 1980), Akira Kamiya (radio drama de 1979), Takahiro Sakurai (serie de 2001)
El protagonista de la serie y líder del grupo. 009 es originario de Japón, aunque solo es mitad japonés. Un delincuente, escapó de un centro de detención juvenil antes de ser capturado por Fantasma Negro. En el anime de 2001, es un huérfano criado por un sacerdote católico en Kanazawa junto con sus amigos de la calle (Maria Onodera, Ibaraki y Masaru Oyamada), cuando tenía 18 años su mentor fue asesinado por miembros de Fantasma Negro después de que utilizaron a un grupo de niños de la iglesia para ser sus conejillos de indias para el proyecto cyborg. A Joe lo inculparon injustamente y fue capturado por los asesinos del sacerdote y convertido en cyborg. Sufrió muchas modificaciones en su cuerpo para convertirse en cyborg, esto le da la habilidad de moverse rápidamente (mejora del módulo de aceleración de 002); esto gracias a un interruptor en sus dientes. No puede tocar a un ser humano mientas use la aceleración, ya que su fricción lo lastimaría gravemente. La característica principal de la apariencia de Joe es su cabello, tiene un gran copete que le cubre uno de sus ojos. Él y su mejor amiga del grupo, 003 (Françoise) se interesan románticamente; también, otras chicas han mostrado algún grado del interés romántico en él, como Dama Tamara en la película de 1979, Helen la princesa de Pu'Awak en la serie de 2001, y la Princesa Ishuki en el manga y la serie de 2001 (discutiblemente, Artemisa la Diosa griega de la serie de 2001 puede haber tenido algunos sentimientos por él, aunque ellos también pueden considerarse como no-románticos debido a sus orígenes).
Ivan Whisky (イワン·ウイスキー Iwan Uisukī?) - Cyborg 001
Voz por: Kyoko Toriyama (película de 1960), Fuyumi Shiraishi (serie de 1968 y película de 1980), Sachiko Chijimatsu (serie de 1979), Kana Ueda (serie de 2001)
Iván es un bebé originario de Rusia, con severa discapacidad. Su padre, Gamo (un famoso cirujano de cerebros que buscaba una cura), hizo que Iván adquiriera habilidades mentales superiores al promedio de la gente, en contra de los deseos de su madre, Erika. Cuando fue secuestrado por Fantasma Negro fue el primero del programa Cyborgs 00. Iván tiene capacidades psíquicas como telepatía y telequinesis, aunque al usarlas se cansa mucho y se duerme.
Jet Link (ジェット·リンク Jetto Rinku?) - Cyborg 002
Voz por: Ryou Ishihara (1960), Keiichi Noda (serie de 1979 y película de 1980), Showtaro Morikubo (serie de 2001)
Jet era originalmente el Cyborg 001, pero fue reemplazado por Iván. Es originario de Nueva York, Estados Unidos. (En el manga este personajes es presentado con una parodia del principio de la película West Side Story). Durante una pelea con la pandilla Tiburones de Puerto Rico, Jet apuñala a uno de los miembros rivales mortalmente, causando que los demás huyan de la policía. Jet es interceptado por Fantasma Negro, que lo aleja de la escena y lo convierte en Cyborg. Como su nombre indica, Jet tiene propulsores en sus pies que le permiten volar hasta Mach 5, y está equipado también con un dispositivo de aceleración que fue mejorado en 009. Tiene una personalidad conflictiva pero es leal al equipo y tiene buen corazón. Él era uno de los Cyborgs 00 que se congelaron hasta que la tecnología y los procedimientos más avanzados se desarrollaran, así que él es prácticamente un hombre en su 50's atrapado en el cuerpo de un adolescente.
Françoise Arnoul (フランソワーズ·アルヌール Furansowāzu Arunūru?) - Cyborg 003
Voz por: Judy Ong (película de 1960), Hiroko Suzuki (serie de 1968), Kazuko Sugiyama (serie de 1979, 1979 Radio Drama, y película de 1980), Satsuki Yukino (serie de 2001)
Françoise es originaria de Francia. Su hermano, Jean-Paul, es un miembro de la Fuerza Aérea, quien regresó a Francia después de una semana de ausencia. Ella fue a recibirlo en la estación de tren, pero fue secuestrada por Fantasma Negro a pesar de que su hermano intentó salvarla. Es la única mujer del equipo, 003 rara vez pelea (en la serie de 2001 ella asalta un avión e incapacita un arma biológica), y a menudo es vista cuidando de 001. Tiene visión de águila y puede ver a través de las paredes, posee un excelente oído y es muy buena piloto. (En la serie de 2001, ella lamenta que no puede hacer mucho, 009 le pregunta si preferiría estar en su lugar). Ella y 009 forman posterior una relación romántica, más explícita en el manga (donde ellos fueron mostrados teniendo sexo, algo bastante raro en los 70's). Ella era uno de los 00 Ciborgs que se congelaron hasta que la tecnología y procedimientos más avanzados se desarrollaran.
Albert Heinrich (アルベルト·ハインリヒ Aruberuto Hainrihi?) - Cyborg 004
Voz por: Hiroshi Ohtake (1960), Kenji Utsumi (serie de 1968), Keaton Yamada (serie de 1979 y película de 1980), Nobuo Tobita (serie de 2001)
Albert es originario de Alemania. Él y su prometida Hilda procuraron escapar a Berlín Occidental como cirqueros (Albert manejó un camión con una jaula; Hilda arregló un disfraz de leona y permaneció en la jaula con un león verdadero; esto está en el manga, en la película de 1980 y en la serie de 2001 Hilda era copiloto de Albert). Sin embargo, Albert se olvidó de recuperar su identificación falsificada del guardia, se asustó y apresuró. Los guardias abrieron fuego sobre el camión, hiriendo a Albert y matando a Hilda en el proceso. Los agentes de Fantasma Negro llegaron a la escena y mintieron que ellos llevarían a Albert a un hospital. En la serie de 2001, despierta como un cyborg, Albert se golpeaba de la desesperación y desarrolla tendencias suicidas, empeorado por los efectos de sus modificaciones físicas.
Fantasma Negro tuvo que parar el programa de cyborg por décadas, y poner los ciborgs existentes en animación suspendida hasta que la tecnología se desarrollara suficientemente para hacer cyborgs más estables. De todo los Cyborgs, Albert es el que ha tenido la modificación más cibernética. Sus puntas en los dedos contienen ametralladoras pequeñas, la mano izquierda tiene navajas, y hay misiles escondidos en sus rodillas. 004 a menudo tiene un gran ego que contradice su personalidad amistosa, y reprueba la guerra (en la serie de 2001, él tiene que luchar contra una versión robótica de él mismo en un castillo. Va perdiendo hasta que el robot predice que él saltará en una cierta dirección para salvarse, pero él entonces salta en una dirección diferente para salvar algunos pájaros que se cruzaron en la batalla. La confusión del robot subraya la humanidad de 004). Él era el último de los Cyborgs 00 que se congeló hasta que la tecnología y procedimientos más avanzados se desarrollaran. Él desarrolló también un vínculo con la Princesa Biina del reino de Yomi, que se puede interpretar como las primeras etapas de sentimientos románticos o apenas simpatía por su deseo profundo de libertad.
Geronimo Jr. (ジェロニモ·ジュニア Jeronimo Junia?) - Cyborg 005
Voz por: Hiroshi Matsuoka (1960), Banjō Ginga (serie de 1979 y película de 1980), Akio Otsuka (serie de 2001)
También llamado G-Junior, es un nativo americano de algún lugar del suroeste de Estados Unidos. No podía encontrar trabajo debido al racismo. Iba a ser contratado para actuar como un jefe indio en un show, pero G-Junior se negó y golpeó al dueño en su cara, debido a negarse a actuar conforme a estereotipos sobre los indios norteamericanos. Los agentes de Fantasmas Negro le ofrecieron trabajo en una granja lejos de su hogar. G-Junior aceptó, admitiendo que nunca tuvo un hogar (en la serie de 2001, era un albañil que aceptó un buen trabajo ofrecido por los agentes de Fantasma Negro). 005 fue el primero creado cuando Fantasma Negro reactivo su programa de cyborgs soldados, su piel es como una armadura, como evidencia de la evolución de la tecnología desde 004. De todas formas es una persona seria, con profunda reverencia hacia la vida y naturaleza, se especula que tiene una especie de sexto sentido, puede percibir los cambios de la naturaleza y posiblemente los pensamientos de las personas.
Chang Changku (張々湖 Chanchanko?) - Cyborg 006
Voz por: Arihiro Fujimura (1960), Ichirō Nagai (serie de 1968), Sanji Hase (serie de 1979 y película de 1980), Chafūrin (serie de 2001)
Chang es originario de China. Solía ser un granjero empobrecido que una vez tuvo una granja de cerdos, pero casi todos escaparon, se moría de hambre y sufría por altos impuestos (en la serie de 2001, posee un restaurante, motivo por el cual es tan buen cocinero, pero se quema tratando de hacer el tragafuegos, se desmaya y pierde todo lo demás. Los agentes de Fantasma Negro lo recogen cuando se desmaya). Desesperado, Chang intentó ahorcarse. Sin embargo fue salvado por una bala de Fantasma Negro que rompió la soga. Chang se desmayó y fue entregado al Laboratorio de Fantasma Negro. El poder de 006 le permite lanzar llamas inmensas. Esta habilidad permite también a 006 crear túneles en la tierra y atacar a los enemigos con explosiones subterráneas. Aparte de eso, él es un hombre alegre que disfruta de la cocina; su cocina refinada y personalidad feliz siempre logran alegrar el ánimo a sus compañeros de equipo.
Sir Gran Bretaña (グレート·ブリテン Gurēto Buriten?) - Cyborg 007
Voz por: Machiko Soga (1960), Kaneta Kimotsuki (serie de 1979 y película de 1980), Yūichi Nagashima (serie de 2001)
Su verdadero nombre es desconocido, es originario de Gran Bretaña. Él fue una vez un famoso y talentoso actor de teatro. En la serie de TV, Gran Bretaña se enamoró de una actriz llamada Sophie, que trabajó junto a él. Conforme se hizo más famoso, simplemente la olvidó. Los problemas financieros surgieron uno tras otro, y el una vez gran actor fue reducido con el tiempo a un don nadie que haría cualquier cosa por una bebida o cigarros. Los agentes de Fantasma Negro, en vista de su situación, atrajeron a Gran Bretaña fácilmente a su vehículo con una bebida alcohólica. Después de su escape con los otros cyborgs, Gran Bretaña vuelve al Reino Unido y descubre que su examiga tuvo una hija, Rosa. Con la posibilidad de que ella sea su hija, Gran Bretaña trata de hablar con ella pero es rechazado desgraciadamente y es despreciado por sus acciones pasadas, para ser redimido solo al final cuando él reemplaza al actor principal en la obra teatral de Rosa y logra tener la amistad de ella. 007 tiene la habilidad increíble de cambiar de forma su estructura celular, lo cual le permite convertirse en cualquier objeto, criatura, o persona que él desea (en un punto en la serie de 2001, él crece a proporciones titánicas). Con sus habilidades magníficas de actuación, se puede mezclar con el enemigo para confundirlo, utilizando maniobras y ataques engañosos. Aunque él sea el más viejo de los segundos ciborgs de la generación, 007 es muy alegre y un tipo muy amable con quien conversar. Su número es una referencia obvia al famoso espía creado por Ian Fleming, James Bond.
Pyunma (ピュンマ?) - Cyborg 008
Voz por: Kenji Utsumi (película de 1960), Keiichi Noda (serie de 1968), Kōji Totani (serie de 1979), Kazuyuki Sogabe (película de 1980), Mitsuo Iwata (serie de 2001)
Pyunma es originario de algún lugar de África. Había sido hecho esclavo junto con los miembros de su tribu, pero escapó del encadenamiento y huyó. Acorralado por esclavistas, todo parecía perdido hasta que los esclavistas fueron muertos por los agentes de Fantasmas Negro, quienes lo sacaron de allí. Teniendo a Pyunma a punta de pistola, ellos lo dirigieron a su avión y lo llevaron al laboratorio de cibernética. En la serie de 2001 Pyunma era un combatiente guerrillero que luchó contra el tirano que gobierna su tierra junto con sus amigos Kabore y Masmado, pero quedó atrapado en el fuego cruzado durante una pelea nocturna, y personas de Fantasma Negro lo raptaron. Pyunma, el único miembro del equipo con instrucción verdadera en combate, tiene pulmones mecánicos que le permiten sobrevivir por espacios de tiempo muy largos sumergido. Aunque su diseño en el manga parezca casi simiesco (algo que se rectificó en la serie de televisión), Pyunma es realmente un combatiente y persona alerta y serena que toma decisiones cuando la situación lo demanda.

### Humanos
Dr. Isaac Gilmore (アイザック·ギルモア博士 Aizakku Girumoa Hakase?)
Voz por: Jōji Yanami (1960 y película de 1980), Kosei Tomita (serie de 1979), Mugihito (serie de 2001)
El científico principal en el programa de Cyborgs 00, Gilmore era un trabajador obediente que escondió una desconfianza profunda para con los planes de Fantasma Negro. (En la serie de 2001, él solo comienza a tener serias dudas cuando 005 es construido —sus superiores lo obligan a instalar una parte de más bajo grado, ya que ello llevaría a más renta— y tendría un papel mucho menos prominente al crear a los demás). Después que las mejoras cibernéticas para los primeros nueve de los Cyborgs 00 estuvieron completas, se permitió intencionalmente "ser tomado como rehén" por los cyborgs. Desde entonces, él ha sido el consejero del equipo y su figura paterna, no solo ayudando a formular los planes del equipo sino también con sus nuevos cuerpos mecánicos.

### Otros Cyborgs
- Cyborgs 0010 +/- Dos hermanos gemelos que fueron convertidos en cyborgs. Fueron los primeros cyborgs asesinos enviados después de los cyborgs 00. Pueden acelerar tanto como 009 usando un interruptor en sus dientes y con la ayuda de sus ojos pueden disparar bolas relámpago. Sus debilidades están en sus polaridades opuestas: si entra en contacto uno con el otro pueden aniquilarse uno al otro. Esto provoca su eventual caída, causada por 001 y 009.

- Cyborg 0011 - Una gigantesca araña metálica negra. Era un hombre normal cuya mente fue puesta dentro de la máquina y desea volver a su cuerpo para volver a ver a su hija, está dispuesto a cualquier cosa, incluso matar para cumplir sus metas. Después de esto, 004 intenta convencerlo de que cambie de bando, pero 011 cae al mar y regresa para destruirlo. Dispara láseres de sus hoyos al lado de su cuerpo y puede lanzar lluvia tóxica que puede envenenar a los cyborgs. Es derrotado por 004, disparándole en un hoyo que es su punto débil.

- Cyborg 0012 - Una mujer que es una mansión cyborg. Ella era un extranjera que solo vivió (y finalmente murió) esperando a su marido, que murió en la Segunda Guerra Mundial; Fantasma Negro convirtió su mansión abandonada en un cyborg, con su mente como el control y una muñeca que se parece a su forma verdadera como el control principal. Ella controla todo la casa y puede utilizar hologramas con su mira para comunicarse con sus víctimas. 007 es el primero en lidiar con ella, e incluso después de enterarse de que ella es una cyborg asesina, tiene todavía simpatía por ella e intenta ayudarla, solo ser rehuida. Ella es derrotada por 004, 007 y 009.

- Cyborg 0013 - Un cyborg de corazón noble. Aunque él trabaje para Fantasma Negro, mata muchos de a los asesinos que se supone deben ayudarlo (y es también uno de los asesinos verdaderos del mentor de Joe, que los encaró cuando él descubrió que ellos utilizaban a los niños del orfanato como conejillos de indias), rehusó matar a un amigo viejo de Dr. Gilmore en que se ha sido tomado como rehén, e incluso ayuda a 009 a salvar a una niña en fuego cruzado. Él, como 009, puede acelerar utilizando un interruptor, pero a un nivel donde aparece más de uno como él y controla un robot gigantesco telepáticamente que se puede ser invisible. Él es derrotado por 009 y decide matarse, pensando que eso es la única manera que él puede escapar del control Negro de Fantasma.

- Cyborg -004 - Este cyborg es un duplicado de 004 y puede predecir todos los movimientos de 004. Este asesino está equipado con versiones mejoradas de las armas de 004. -004 fue derrotado cuando lanzó un misil en medio de un grupo de pájaros que pasaba en medio de la batalla, -004 predijo que 004 saltaría en cierta dirección para esquivar el misil, pero 004 salta para salvar a los pájaros, esto provocar que -004 se trabe y entonces 004 destruye a -004. Esta batalla ocurrió en el patio de un castillo.

### Hombres Cyborg
Un grupo de cyborgs que fueron producidos en masa esparciendo la guerra en el país natal de 008. Visten armaduras negras que cubren su rostro con lentes rojos, y con un respirador que necesitan para sobrevivir. Van en tanques de guerra negros. Su líder es número 1, quien es el viejo amigo de 008, Masmado. Monta en un platillo volador negro con tentáculos que disparan láseres. Parece que perdió su buen corazón cuando fantasma negro le hizo un lavado de cerebro, pero es derrotado por 008 cuando no tuvo opción después de intentar convencerlo.

### Dioses griegos
Estos seres claman que son los dioses que han venido a la Tierra para destruirla, para terminar con la guerra y reconstruir el mundo. Ellos no saben que son cyborgs debido a un lavado de cerebro. Fueron creados por el Dr. Gaia que borró sus memorias y les dejó creer que eran dioses debido a la destrucción que causaban y su confusión por la paz. Fue muerto por Apolo durante la destrucción de la isla.
- Apolo - Líder del grupo, es muy arrogante y destructivo. Es hermano menor de Artemisa y prefiere la destrucción, pero frecuentemente busca diferentes maneras de resolver la situación debido al cariño que tiene con su hermana Artemisa. Tiene una cabello rojo flameante y monta un carruaje con 2 pegasos, tiene la habilidad de crear poderosos ataques de fuego lo suficiente como para destruir ciudades dejando solo un cráter. Muere durante la destrucción de la isla después de dispararle al Dr. Gaia por matar a Artemisa.
- Minotauro - Un poderoso guerrero que es la mano izquierda de Apolo y es completamente devoto a él. Tiene cabeza de Toro con una extraña marca en su cabeza y cuernos que pueden disparar poderosos rayos eléctricos. Murió cuando fue destruida la isla.
- Aquiles - Otro poderos peleador que sirve a Apolo como mano derecha. Sirve a Apolo pero tiene algunas dudas de la misericordia de Artemisa. Él es una pantera humanoide que lleva una espada larga y protege capaz de despedir las explosiones poderosas de energía. Él tiene también el modo de aceleración que es activado por el balancers en sus zapatos. Él es derrotado por 009 con alguna ayuda del pequeño Pan.
- Poseidón - Un poderoso ser marino es quién destruirá cualquiera en su dominio submarino. El siempre es visto en el agua y parece que no habla, él se parece a un hombre gigante con una barba blanca, las aletas detrás de orejas y la mitad baja como pez. Puede ser capaz de permanecer indefinidamente bajo el agua submarino. Muere durante la destrucción de la isla.
- Hera - La reina de todos los Dioses, ella desconfía de a Artemisa' cambio de idea y lo ve como una debilidad, ella lleva una corona dorada, tiene piel púrpura y sus ojos resplandecen cuando ella utiliza sus poderes. Ella es un psíquico como 001. Ella muere en las etapas tempranas de la destrucción, después de un duelo psíquico con 001.
- Artemisa - La más hermosa, hermana de Apolo, tiene dudas acerca de destruir al mundo, pero ella hará lo que se requiere. Es la voz de la razón y desaprueba la violencia. Sus compañeros son Atlas y Pan. Tiene una largo cabello negro azulado el cual cubren uno de sus ojos con una diadema en su cabello. Puede crear poderosas flechas de energía. Ella es herida mortalmente por el Dr. Gaia, pero vive lo suficiente para detener a Apolo cuando intento matar a 009 y murió en sus brazos después de decirle los planes de Dr. Gaia,
- Atlas - Constante compañero de Artemisa, es un gigante verde mecánico con domino total y posee una fuerza increíble. Siempre pelea con Pan por el afecto de Artemisa. Además de su fuerza, puede disparar misiles y otros armamentos de su armadura. Después de que muere Artemisa, es destruido junto con la isla.
- Pan - Un niño pequeño, otro compañero constante de Artemisa quien le tiene un gran cariño. No puede hablar pero a menudo se comunica con quejidos y gemidos. Adquiere cariño con 003 cuando ella lo venda arriba y él la ayuda salva de Aquiles. Él se parece a un niño joven con un solo cuerno y piernas como una cabra. El no aparece tener las habilidades especiales. Muere durante la destrucción de la isla.
- Nereus - Un extraño dios hipocampo que no tiene un propósito para servir. Usualmente huye y parece que no contribuye al equipo. Se pregunta para que fue creado. No tiene poderes. Muere durante la destrucción de la isla.

### Asesinos psíquicos
En el anime del 2001, hay un Universo Alternativo donde Fantasma Negro ganó la guerra contra los cyborgs y el mundo está en constante guerra. Los humanos desarrollaron poderes psíquicos de diferentes tipos para defenderse. Un joven llamado Nicolás, su novia Lina, y su hermano menor Phil y sus amigos Kane y Mai aprenden que en el pasado hubo paz y deciden viajar en el tiempo para buscar ayuda. Pero durante el viaje ellos pierden a Nicolás y llegan con su energía completamente agotada, Al umbral de Gamo Whisky, El padre de Ivan 001. Escondiendo sus conexiones con Fantasma Negro, borra las memorias de los chicos y los pone en contra los Cyborgs para recuperar a su niño, demostrando sus teorías acerca del derecho de los poderes psíquicos, y derrotar a su rival el viejo Gilmore. Después de que los asesino se vuelven en contra de Nicolás que no fue lavado cerebralmente, uno de ellos lo mata, y pelean contra los cyborgs. Lentamente después recupera su memoria, y se unen a los cyborgs después de rescatar a 009 y Lina del futuro, para pelear contra Gamo y el traicionero Kain. Gamo es fatalmente herido y 001 perdona a su padre antes de que muera, desde aquí los recuerdos de la locura de Gamo comienza después de que falla al curar la enfermedad de Ivan. Los asesinos tienen habilidades telepáticas, telequinesis, barreras psíquicas y pueden teletransportarse.
- Nicholas

Fue el único psíquico que pudo escapar del lavado de cerebro de Gamo, durante el viaje en el tiempo se pierde, por eso logra escapar. Era el novio de Lina. Él llega lastimado para advertir a los Cyborgs, pero es muerto por los asesinos psíquicos. Tiene cabello negro y viste ropa normal, y aunque él no es visto en la acción, se asume que tiene y puede usar sus poderes psíquicos sin envejecer a diferencia de los asesinos psíquicos.
- Lina

Ella es sinceramente amable en el alma y la primera en recobrar su memoria, pero entonces es devuelta con 009 al futuro. Su novio es Nicholas, y Phil su hermano más joven. Ella tiene largas canas gruesas. Recupera su memoria, que esta latente en su mente subconsciente durante mucho tiempo, y la recuperación es provocada viendo el pendiente de Nicholas colgando en manos de Joe. Esto causa que su mente esté en la sincronización con 009 lo que causa el salto-tiempo con él y rechaza completamente el lavado cerebral. Ella desaparece en el tiempo con Kane durante su duelo.
- Kane

El único Asesino Psíquico que ya era malo antes del lavado cerebral de Gamo. Adora luchar porque él goza la emoción de una muerte posible, y dice que los Ciborgs no tienen que preocuparse por él debido a su cuerpo humano. Tiene la habilidad de utilizar sus poderes psíquicos para acelerar rápido como el modo de aceleración de 009's. Tiene pelo negro con puntas rojas y un monóculo que cubre su ojo destapado. El no es el único que se une al fin con los Ciborgs, y entonces él trata de destruir los otros Asesinos. El desaparece en el tiempo con Lina durante su duelo, y seguir sus propias palabras que él era también el que mató Nicholas.
- Mai

Ella junto con Phil, recobra luego su memoria y se une a los Ciborgs para ir al futuro para buscar a Lina y 009. Tiene pelo púrpura y cabello muy grueso. Ella tiene la Sincronización de la habilidad de manda a un grupo por el tiempo-espacio mientras sus mentes estén sincronizados. Ella es el último Asesino y se desvanece simplemente. Ella y Lina tiene también la Mímica Telepática en la que ellos pueden comunicar telepáticamente usando la voz de otra persona.
- Phil

El junto con Mai recobra luego su memoria y une los Ciborgs para ir al futuro y para buscar a Lina y 009. Él es hermano pequeño de Lina y el más joven del grupo, a causa de este él odia lo traten como débil y siempre se prueba para mostrar su fuerza. Él tiene pelo verde. Es el más joven y aparece también ser el muy vulnerable al proceso de envejecimiento que afecta a los Asesinos debido al salto-tiempo. El muere después que utilizar sus poderes de herir fatalmente a Gamo, escatimando a su hermana.

### Reino Yomi
En la profundidades de la Tierra, el Reino Yomi y sus habitantes los Pu'Awak han sido esclavizados por una raza de Dinosaurios conocida como los Ath-hans y usan su fertilidad natural como fuente de alimento. Fantasma Negro o específicamente Scarl y su brazo derecho Klaus Von Bogoot aparecen para engañar a los Pu'Awak, de repente los Pu'Awake pelean por su libertad y escogen 5 hermanas nobles Pu'Awake como sus líderes. De todas formas las chicas (Biina, Helen, Daphne, Aphros y Diana) son pronto desarticuladas, y deciden unirse a los Cyborgs para conseguir su libertad.
- Biina

La mayor de las hermanas, tiene una tiara con joyas azules y pantalón azul, es la líder del quinteto. A través de los ojos de sus hermanas puede ver lo que ellas ven, cuando la memoria de Helen es borrada ella es enviada como espía, Biina usa su enlace psíquico para brindar información a Von Bogoot. Cuando Helen es capturada en la línea de fuego y Von Bogoot se rehúsa a rescatarla, Biina deserta y guía a los cyborgs a Yomi. Al principio, ella y 004 sienten antipatía uno al otro intensamente (Albert no la puede perdonar para utilizar a Helen, y también no confiar sus motivos), pero cuando la historia progresa ellos aprenden a entenderse uno al otro mejor, a pesar del pesimismo creciente de Biina acerca del asunto entero. Ella siente y sufre el disparo como sus hermanas por causa de Von Bogoot y muere en brazos de Albert, como Hilda.
- Aphros

La segunda hermana, ella lleva una bata blanca y una tiara con joyas verdes. Ella no habla demasiado, pero a pesar de este ella es muy terca y testaruda. Ella descubre la traición de Daphne y la regaña duramente, pero la persona debido a las de súplicas de Diana. Ella muere también por el disparo de Von Bogoot.
- Diana

Tercera hermana, su tiara y joyas es color rosa. Es muy quieta y gentil. Ella logra hacer que Daphne explicara el porqué de su traición. Muere también por el disparo de Von Bogoot.
- Daphne

Cuarta hermana, tiene una tiara con joyas color violeta es el más inseguro de los grupos. Ella es tan angustiada acerca de la posibilidad de fracaso de alta sus hermanas de los planes que ella traiciona a Von Bogoot, fugas de información acerca de su alianza con los Cyborgs. Después de Diana y desenmascarar Aphros, ella ha cambiado de idea y se une a ellos plenamente, liberando Gilmore y algunos de los cyborgs cuando son capturados por Negro fantasma, solo para ser asesinados por Von Bogoot junto con sus hermanas.
- Helen

La quinta y hermana menor de las Pu'Awak, su tiara tiene joyas rojas y viste un vestido azul corto. Su memoria fue parcialmente borrada por Fantasma Negroy la envió a seguir a los cyborgs como una espía indispuesta con Biina vigilando sus pensamientos con su enlace psíquico. Es Dulce, templada y frágil debido a su falta de memoria, ella no lo recupera hasta casi al final, después de un lavado de cerebro cortesía de los Ath-hyans, pero supera sus propios miedos, Helen guía a 009, 001, 002, 003 y 005 al Reino Yomi, salvando a Biina y 004 de una posible ejecución, pero después ella y sus hermanas son mueren en manos de Von Bogoot y el reino colapsa en la pelea. 004 la trató duramente al principio desde que 008 fue gravemente lastimado por los dinosaurios leales a Fantasma Negro y la lealtad de Helen fue descubierta. Siente atracción por 009, quien cree que está enamorada de ella, lo que provoca roces con 003, aunque trata de no hacerle caso; cuando Helen murió, ella fue uno de los que más la lloró.
- Skull/Black Ghost

El líder tiránico de la organización Fantasma Negro (su misión principal es causar guerra entre dos potencias globales traficando armas). Su identidad verdadera no se sabe porque él usa un casco, que parece un cráneo (siendo su nombre Skull, según fuentes), y traje todo negro. Casi lo mataron cuando los 9 cyborgs entraron a la base (o lo que pensaron eran el cuartel general de Fantasma Negro dentro del manga y anime) y los explosivos determinados que dejan 009 y Fantasma Negro a la lucha uno-en-uno. Se revela que el fantasma negro es no solamente un cyborg, es un cyborg altamente avanzado, derrotando a 009 usando su modo superior de la aceleración. Solamente un esfuerzo pasado de la zanja manejó ahorrar los nueve cyborgs (009 se aferraron a Fantasma Negro mientras que caían en lo que parece una tina de nitrógeno líquido y entonces 001 teletransporta a 009 para su seguridad). No se sabe cómo sobrevivió Fantasma Negro a la explosión. Además Fantasma Negro al parecer que es un cyborg mismo (se revela en el manga y el anime), los líderes verdaderos de la organización Fantasma Negro resultan ser tres cerebros (esto se revela en el episodio final del anime y de las páginas finales del manga).

## Película de acción real
El 15 de noviembre de 2005, el grupo japonés Itochu y Comic Book Movie LLC de Michael Uslan anunciaron que colaborarían juntos para producir una película de Hollywood basado en el manga de Shotaro Ishimori. Cyborg 009 fue puesta en alto en la lista de propiedades del prolífico mangaka para ser adaptada al cine, para estrenarse en el 2008. Ishimori Entertainment comenzaría el contrato para la producción y tendría un rol en el trabajo de adaptación al cien. La película se rodaría a partir del 2006.

## Doblaje
México Empresa Art Sound S.A. de C.V.
| Personaje             | Actor/Actriz                  |
| Joe Shimamura/009     | Irwin Daayán                  |
| Jet Link/002          | Ricardo Mendoza               |
| Ivan Whiskey/001      | Maru Guzmán                   |
| Albert Heinrich/004   | Luis Alfonso Mendoza          |
| Chang Chanko/006      | Pedro D'aguillon Jr.          |
| Françoise Arnoule/003 | Ilia Gil Gaby Willer          |
| Punma/008             | Emmanuel Rivas                |
| Great Briten/007      | Roberto Mendiola              |
| Geronimo Jr/005       | Enrique Cervantes             |
| Dr. Isaac Gillmore    | Humberto Vélez                |
| Dr. Kyle              | Herman López                  |
| Dr. Ross              | Arturo Casanova               |
| Dr. Kozumi            | Esteban Siller                |
| Fantasma Negro        | Humberto Solórzano            |
| Joe Shimamura (niño)  | Laura Torres (un cap.)        |
| Kazu                  | René García (un cap.)         |
| Kazu (niño)           | Isabel Martiñon (un cap.)     |
| Soldado alemán #1     | Eduardo Garza (un cap.)       |
| Capitán de barco      | Alejandro Illescas (un cap.)  |
| 0013                  | Eduardo Garza (dos caps.)     |
| Niña                  | Circe Luna (un cap.)          |
| Conductor             | Marcos Patiño (un cap.)       |
| Jean Paul Arnoule     | Luis Daniel Ramírez (un cap.) |
| Natalie               | Circe Luna (un cap.)          |
| Narración             | Gerardo Reyero                |